# Otokar Březina
Otokar Březina (egentligen Václav Ignác Jebavý), född 13 september 1868 i Počátky, död 25 mars 1929 i Jaroměrice, var en tjeckisk författare.
Jebavý verkade som lärare i olika orter i Mähren, och var från 1901 bosatt i Jaroměrice. Genom meditationer och grundliga självstudier i österländsk och medeltida mystik såväl som i modern naturvetenskap, sociologi och filosofi utbildade sig Březina till metafysisk poet och idelogisk symboliker. Hans verk genomsyras av hans huvudtes: världsalltet är statt i ständig utveckling, i vilken allt och alla måste delta, drivna av den mystiska urprincipen, den hemlighetsfulla gudomliga viljan. Sina tankar har han framlagt i fem diktböcker: Fjärranlanden (1895), Gryning i väster (1896), Passadvindar (1897), Tempelbyggarna (1899), samt Händerna (1901).
Březina utgav även 1903 en essäsamling, som fungerar som en slags programbeskrivning för diktsamlingarna: Källornas musik, vilken ansetts banbrytande för den tjeckiska essäistiken.